# Апостолски канони
Апостолски канони (Κανόνες τώνάγίων Αποστόλων), су зборник од 85. правила, која се приписују апостолима.

## Проблем ауторства
У почетку се сматрало да су ове каноне написали апостоли који су наменили Цркви. Овакво мишљење је било најзаступљеније на западу, и важило је пуних 15. векова. Кад су магдебуршки центуријатори исказали своју сумњу о ауторству ових правила од стране апостола, против њих се истакао Франциско Торес, познатији као Турианус, који је бранио аутентичност апостолских правила, говорећи да су она издата на сабору у Јерусалиму, 45. године од Христовог рођења.
Од 16. века, почиње да се поставља питање ко је написао апостолска правила и како су ушла у праксу Цркве. Највише се обраћала пажња на 85. апостолски канон који говори о писцу апостолских установа, на садржај самих канона и који је циљ њиховог настанка. 
85.Новозаветне књиге које улазе у канон су: четири Јеванђеља, четрнаест Павлових посланица, две Петрове, три Јованове, Јаковљева, Јудина, Дела Апостолска, две Климентове посланице и Установе које сам ја, Климент, написао за вас епископе, али које не треба свима давати, јер у њима има тајанствених ствари.— Апостолска правила
Многа истраживања не могу да дођу до одговора када су ови канони настали, тако да се не може са сигурношћу говорити да су настали од стране апостола. Проблематика је у томе што нема спомена о овим канонима све до првог васељенског сабора. Зато је устаљено мишљење да ови канони нису непосредно од апостола издати, већ да су потекли од апостолског предања (чували су се усменим предањем, код пријемника апостолских), а да су сакупљени у зборник за потребе Цркве непосредно пре првог васељенског сабора.
Назив зборника повезује каноне са апостолима, зато што је садржај канона сагласан са новозаветним учењем и апостолским предањем. Зато у Цркви овај зборник има велику важност.

## Проблем броја канона
У најстаријим канонинчким зборницима налазе се апостолски канони на прво место. Међутим постоји разлика у броју. Источна црква признаје свих 85. правила; док у старим канонским западним зборницима наилазимо на прихватање првих 50. правила. Ова разлика се објашњава тиме што је Дионисије Мали припремајући зборник канона Православне Цркве за потребе епископа Стефана, морао да уведе само првих 50 канона, зато што осталих 35 канона нису била у сагласности са обичајима тадашње римске Цркве. Томе у прилог иде 51. правило.
51.Ако се који Eпископ, или презвитер, или ђакон, или други из свештеничког именика, уздржавају од женидбе, и меса и вина, не ради вежбања у добру, него ради гнушања заборављајући, да је све много добро и да је Бог створио човека мушко и женско, те зло говорећи осуђују створење, такав или нека се поправи, или нека буде свргнут и искључен из цркве. Исто тако и световњак.— Апостолска правила
Тада је целибат већ био узео маха у западној Цркви.